# Wydział Farmaceutyczny Uniwersytetu Jagiellońskiego
Wydział Farmaceutyczny Uniwersytetu Jagiellońskiego – jeden z piętnastu wydziałów Uniwersytetu Jagiellońskiego. Jego siedziba znajduje się przy ul. Medycznej 9 w Krakowie. Jego początki sięgają roku 1783.

## Struktura
| Nazwa jednostki                                             | Kierownik                              | Nazwa podjednostki                                        | Kierownik podjednostki               |
| ----------------------------------------------------------- | -------------------------------------- | --------------------------------------------------------- | ------------------------------------ |
| Katedra i Zakład Botaniki Farmaceutycznej                   | prof. dr hab. Bożena Muszyńska         |                                                           |                                      |
| Katedra Chemii Farmaceutycznej                              | prof. dr hab. Marcin Kołaczkowski      | Zakład Chemii Leków                                       | prof. dr hab. Marcin Kołaczkowski    |
| Katedra Chemii Farmaceutycznej                              | prof. dr hab. Marcin Kołaczkowski      | Zakład Fizykochemicznej Analizy Leku                      | dr hab. Anna Więckowska, prof. UJ    |
| Katedra Chemii Nieorganicznej i Analitycznej                | prof. dr hab. Włodzimierz Opoka        | Zakład Chemii Analitycznej                                | dr hab. Urszula Hubicka              |
| Katedra Chemii Nieorganicznej i Analitycznej                | prof. dr hab. Włodzimierz Opoka        | Zakład Chemii Nieorganicznej                              | prof. dr hab. Włodzimierz Opoka      |
| Katedra Chemii Organicznej                                  | prof. dr hab. Paweł Zajdel             | Zakład Chemii Organicznej                                 | prof. dr hab. Paweł Zajdel           |
| Katedra Chemii Organicznej                                  | prof. dr hab. Paweł Zajdel             | Zakład Chemii Bioorganicznej                              |                                      |
| Katedra Chemii Organicznej                                  | prof. dr hab. Paweł Zajdel             | Pracownia Spektroskopii Magnetycznego Rezonansu Jądrowego | dr Grzegorz Żuchowski                |
| Katedra Farmakobiologii                                     | prof. dr hab. Gabriel Nowak            | Zakład Cytobiologii                                       | prof. dr hab. Gabriel Nowak          |
| Katedra Farmakobiologii                                     | prof. dr hab. Gabriel Nowak            | Pracownia Badań Receptorowych                             | prof. dr hab. Gabriel Nowak          |
| Katedra Farmakobiologii                                     | prof. dr hab. Gabriel Nowak            | Zakład Radioligandów                                      | dr hab. Tadeusz Librowski, prof. UJ  |
| Katedra Farmakodynamiki                                     | prof. dr hab. Jacek Sapa               | Zakład Farmakodynamiki                                    | prof. dr hab. Jacek Sapa             |
| Katedra Farmakodynamiki                                     | prof. dr hab. Jacek Sapa               | Zakład Wstępnych Badań Farmakologicznych                  | prof. dr hab. Jacek Sapa             |
| Katedra i Zakład Farmakognozji                              | Prof. dr hab. Irma Podolak             |                                                           |                                      |
| Katedra Technologii i Biotechnologii Środków Leczniczych    | prof. dr hab. Jadwiga Handzlik         | Zakład Technologii i Biotechnologii Środków Leczniczych   | prof dr hab. Jadwiga Handzlik        |
| Katedra Technologii i Biotechnologii Środków Leczniczych    | prof. dr hab. Jadwiga Handzlik         | Pracownia Biotechnologii Farmaceutycznej                  | prof dr hab. Jadwiga Handzlik        |
| Katedra i Zakład Technologii Postaci Leku i Biofarmacji     | prof. dr hab. Aleksander Mendyk        |                                                           |                                      |
| Katedra Toksykologii                                        | dr hab. Maria Walczak, prof. UJ        | Zakład Toksykologii                                       | dr hab. Maria Walczak, prof. UJ      |
| Katedra Toksykologii                                        | dr hab. Maria Walczak, prof. UJ        | Zakład Biochemii Toksykologicznej                         | Prof. dr hab. Bogusława Budziszewska |
| Zakład Analityki Biochemicznej                              | dr hab. Małgorzata Knapik-Czajka       |                                                           |                                      |
| Zakład Biochemii Farmaceutycznej                            | prof. dr hab. Elżbieta Pękala          |                                                           |                                      |
| Zakład Biofizyki Farmaceutycznej                            | dr hab. Wojciech Jawień                |                                                           |                                      |
| Zakład Bromatologii                                         | dr hab. Paweł Zagrodzki, prof. UJ      | Pracownia Biopierwiastków                                 | dr hab. Mirosław Krośniak            |
| Zakład Dermatologii Doświadczalnej i Kosmetologii           | prof. dr hab. n. med. Radosław Śpiewak |                                                           |                                      |
| Zakład Diagnostyki Medycznej                                | dr hab. Ryszard Drożdż                 |                                                           |                                      |
| Zakład Farmacji Klinicznej                                  | prof. dr hab. Anna Wesołowska          |                                                           |                                      |
| Zakład Farmacji Społecznej                                  | dr hab. Agnieszka Skowron, prof. UJ    | Pracownia Farmakoepidemiologii i Farmakoekonomiki         | prof. dr hab. Sebastian Polak        |
| Zakład Farmakokinetyki i Farmacji Fizycznej                 | prof. dr hab. Elżbieta Wyska           |                                                           |                                      |
| Zakład Mikrobiologii Farmaceutycznej                        | dr Aldona Orzechowska Jarząb           |                                                           |                                      |
| Muzeum Farmacji                                             | dr Agnieszka Rzepiela                  |                                                           |                                      |
| Ogród Roślin Leczniczych im. prof. Mariana Koczwary         |                                        |                                                           |                                      |
| Studium Kształcenia Podyplomowego Wydziału Farmaceutycznego |                                        |                                                           |                                      |
| Zwierzętarnia                                               | mgr. inż. Sylwia Luzar-Piotrowicz      |                                                           |                                      |

## Kierunki studiów
- farmacja
- analityka medyczna
- kosmetologia (studia II stopnia - magisterskie, stacjonarna i niestacjonarna)
- Drug Discovery and Development

## Kształcenie podyplomowe

### Studia podyplomowe
- Farmacja przemysłowa
- Enologia
- Kosmetologia praktyczna
- Badania kliniczne produktów leczniczych
- Trychologia w kosmetologii
- Osoba wykwalifikowana w kontroli jakości produktu leczniczego i wyrobu medycznego

### Kształcenie ustawiczne
- Farmaceutów
- Diagnostów laboratoryjnych

### Szkolenia specjalizacyjne
- Farmaceutów
- Diagnostów laboratoryjnych

## Władze
- Dziekan: prof. dr hab. Marcin Kołaczkowski
- Prodziekan ds. studenckich: dr hab. Anna Więckowska, prof. UJ
- Prodziekan ds. rozwoju: prof. dr hab. Aleksander Mendyk
- Prodziekan ds. dydaktycznych prof. dr hab. Barbara Wiśniewska
- Kierownik kierunku analityka medyczna: dr hab. Małgorzata Knapik-Czajka
- Kierownik kierunku farmacja: dr hab. Agnieszka Skowron, prof. UJ
- Kierownik kierunku kosmetologia: prof. dr hab. Elżbieta Pękala
- Kierownik kierunku Drug Discovery and Development: prof. dr hab. Marcin Kołaczkowski